# URO VAMTAC SK
El URO VAMTAC SK es un camión militar de transporte táctico blindado ligero español.

## Descripción
Es fabricado por la empresa UROVESA en Santiago de Compostela. Hay varias versiones disponibles.
Fue diseñado para ser utilizado por fuerzas especiales o como tractor de artillería en su versión SK 95. Esta es una modificación de URO VAMTAC ST5

## Características técnicas
- Potencia: 217 CV
- 6 pasajeros o material[3]
- 4x4

## Usuarios

### Militar
España20 en servicio, usado como Tractor de artillería (SK95) para el Cañón ligero L118 que remolca mientras lleva munición o para fuerzas especiales (SK) Reemplaza el URO MAT-18.16.

## Vehículos comparables
- EINSA Falcata
- Neton
- Anexo:Materiales del Ejército de Tierra de España

- Datos: Q113841452